# Chloroclysta subapennina
Chloroclysta subapennina là một loài bướm đêm trong họ Geometridae.